# Oscar César Pantoja Pacheco
Oscar César Pantoja Pacheco (fl. 1993-1999) fue un futbolista mexicano que jugó de mediocampista. Durante su carrera jugó 92 partidos, anotando 5 goles y participando en 4,383 minutos en Primera división.